# Zbąszyń
Zbąszyń (Duits: Bentschen) is een stad in het Poolse woiwodschap Groot-Polen, gelegen in de powiat Nowotomyski. De oppervlakte bedraagt 5,57 km², het inwonertal 7319 (2005).
Tot aan de Tweede Wereldoorlog lag Zbąszyń aan de Poolse kant van de grens met het Duitse Rijk.

## Verkeer en vervoer
- Station Zbąszyń